# Willi Pöhler
Willi Pöhler (* 8. Juni 1934 in Bückeburg; † 22. August 2023) war ein deutscher Arbeits- und Industriesoziologe und Wissenschafts- und Personalmanager (Arbeitsdirektor).

## Biografie
Willi Pöhler ging nach Besuch der Volksschule in eine Tischlerlehre, arbeitete als Tischlergeselle und anschließend als Maschinenarbeiter bei Hanomag in Hannover. Über das Braunschweig-Kolleg erreichte er auf dem zweiten Bildungsweg das Abitur. Willi Pöhler war aktiv in der betriebsnahen Bildungsarbeit der Gewerkschaften. 
Von 1959 bis 1965 studierte Pöhler Soziologie, Politikwissenschaft und Philosophie in Göttingen, Frankfurt, Hannover. Er war wissenschaftlicher Mitarbeiter und anschließend wissenschaftlicher Assistent an der TH Hannover bei Christian von Ferber. Pöhler promovierte 1967 zum Dr. rer. pol. und habilitierte sich 1970 an der Technischen Universität Hannover zur Thematik von Information und Verwaltung. In den Jahren von 1972 bis 1976 sowie 1980 bis 1985 war er Professor für Industriesoziologie am Fachbereich Wirtschafts- und Sozialwissenschaften der Universität Dortmund und von 1972 bis 1976 zudem Direktor der Sozialforschungsstelle Dortmund, außerdem von 1974 bis 1976 Direktor des Instituts zur Erforschung sozialer Chancen in Köln. 
Von 1975 bis 1980 wurde Pöhler unter dem Bundesminister für Forschung und Technologie Hans Matthöfer Leiter des DFVLR Projektträgers Humanisierung des Arbeitslebens in Bonn. 1980 kehrte er auf seinem Dortmunder Lehrstuhl zurück, wechselte 1985 auf die Professur für Arbeitsorganisation und Arbeitsgestaltung an der Ruhr-Universität Bochum und wurde dort Leiter des neu gegründeten Instituts für Arbeitswissenschaft. Von dort wurde er 1992 vom Aufsichtsrat der Krupp-Hoesch Stahl AG als Arbeitsdirektor und Vorstandsmitglied ernannt. 
Seit 1997 war Willi Pöhler im Ruhestand und künstlerisch tätig. Er ist verheiratet und hat zwei Kinder.

## Schriften (Auswahl)
- Information und Verwaltung – Versuch einer soziologischen Theorie der Unternehmensverwaltung, Enke Verlag: Stuttgart 1969.
- Industriearbeit und Herrschaft; gemeinsam mit Adolf Brock, Wolfgang Hindrichs, Reinhard Hoffmann, Olaf Sund, EVA Europäische Verlags Anstalt: Frankfurt/Main (2. Auflage) 1975.
- Der Konflikt um Lohn und Leistung, gemeinsam mit Adolf Brock, Wolfgang Hindrichs, Reinhard Hoffmann, Olaf Sund, EVA: Frankfurt/Main (2. Auflage) 1975.
- Die Interessenvertretung der Arbeitnehmer, gemeinsam mit Adolf Brock, Wolfgang Hindrichs, Reinhard Hoffmann, Olaf Sund, EVA: Frankfurt/Main (2. Auflage) 1975.
- Die Würde des Menschen in der Arbeitswelt, gemeinsam mit Adolf Brock, Wolfgang Hindrichs, Reinhard Hoffmann, Olaf Sund .EVA: Frankfurt/Main (2. Auflage) 1975.
- ... damit die Arbeit menschlicher wird. Fünf Jahre Aktionsprogramm Humanisierung des Arbeitslebens (Hrsg.), Verlag Neue Gesellschaft, Bonn 1979.
- Erfahrungen mit dem Humanisierungsprogramm – von den Möglichkeiten und Grenzen einer sozial orientierten Technologiepolitik, gemeinsam mit Gerd Peter, Bund Verlag: Köln 1982.
- Beteiligen, Mitgestalten, Mitbestimmen, Arbeitnehmer verändern ihre Arbeitsbedingungen, gemeinsam mit Werner Fricke, Gerd Peter (Hrsg.), Bund Verlag: Köln 1982.
- Gesundheitsgerechte Arbeitsgestaltung – eine soziologische Utopie?, gemeinsam mit Christian von Ferber, Liselotte von Ferber, in: Soziologie – Entdeckungen im Alltäglichen, in: Martin Baethge, Wolfgang Eßbach (Hrsg.), Hans Paul Bahrdt. Festschrift zu seinem 65. Geburtstag, Campus: Frankfurt / New York 1983.
- Sozialforschung in Dortmund: an Problemen orientiert, in: Soziale Forschung und soziale Praxis zusammenbringen. Reden anlässlich der Verabschiedung von Dr. Harald Koch aus Vorstand der Gesellschaft zur Förderung der Sozialforschung in Dortmund e. V., Dortmund 1989
- Arbeit und Subjekt, in: Kritik und Engagement – Soziologie als Anwendungswissenschaft. Festschrift für Christian von Ferber zum 65. Geburtstag, Hrsg. von Nippert, Reinhardt P.; Pöhler, Willi; Slesina, Wolfgang, R., Oldenbourg Verlag: München 1991.
- Die Bedeutung situativer Analysen für die Arbeits- und Organisationsgestaltung, in: Arbeit, Zeitschrift für Arbeitsforschung, Arbeitsgestaltung und Arbeitspolitik, 1. Jg., Heft 1, S. 45–63, 1992.